# Adam Kozłowski (muzyk)
Adam Kozłowski (ur. 19 sierpnia 1971 w Krakowie) – muzyk, gitarzysta, założyciel, lider, autor tekstów i współautor muzyki powstałego w 2001 roku w Krakowie zespołu Skangur, oraz zespołu Się Zobaczy; z wykształcenia historyk i pedagog.

## Życiorys
Absolwent Liceum Ogólnokształcącego im. Tadeusza Kościuszki w Krzeszowicach. Studia ukończył w Krakowie.
Zanim założył zespół Skangur był współtwórcą, wokalistą i gitarzystą oraz autorem tekstów i muzyki w  powstałej w 1991 roku Krzeszowicach grupie Aguire.
Od 2001 roku gitarzysta, autor tekstów, współautor muzyki w zespole Skangur. 
Gra na gitarze, akordeonie, saksofonie, skrzypcach i pianinie. W 2017 roku z jego inicjatywy powstał zespół "Się Zobaczy", który osiągnął sukcesy między innymi w 63 edycji Ogólnopolskiego Konkursu Recytatorskiego, dostając się do finału, gdzie podobno od jednego z członków jury członkowie zespołu dowiedzieli się, że nie grają poezji śpiewanej.
Autor przewodnika wędkarskiego Grube wody - od Soły po Bug, pisze artykuły dla miesięcznika Wędkarski Świat.

## Dyskografia

### Albumy
- W twojej głowie (1993)
- Śmierć lub luksus (1995)
- Szit hapens (1997)

- Ze słońcem na twarzy (2003)
- Endorphine (2009)

### Single
- Płatki (2003)
- Listy do Świętego Mikołaja (2003)
- Modlitwa to ja (2004)
- Czas wyuzdanych traw (2004)
- Walentynkowy (2005)
- Życie gangstera (2005)
- O czym marzysz (2007)
- Kochaj rockowo (2008)
- Na nasłuchu (2008)
- Dla Naszych Dziewczyn (2008)
- Pamiętaj (2009)
- Piosenka nr 13 (2009)
- Spokojnie (2010)